# Ministero della difesa (Vietnam)
Il Ministero della difesa del Vietnam (in vietnamita: Bộ Tổng tham mưu) è il ministero del governo vietnamita responsabile delle tre forze armate della Repubblica Socialista del Vietnam (Esercito popolare, Marina popolare e Forze aeree); dirige gli affari militari, incluse le unità militari, paramilitari e tutte le agenzie e servizi connessi con la difesa della nazione.
La sede del ministero è localizzata nell'antica citadella di Hanoi. Il ministero esercita le sue funzioni sulla base delle normative previste dalla costituzione della Repubblica Socialista del Vietnam; coordina la sua attività con le indicazioni della Commissione militare centrale del Partito Comunista del Vietnam che controlla l'aderenza della politica di difesa con le priorità stabilite dal Partito Comunista del Vietnam.
Dall'istituzione della carica nel 1945, il ministro della difesa e comandante in capo è stato per molti decenni il prestigioso generale Võ Nguyên Giáp che esercitò il mandato durante la guerra d'Indocina e la guerra del Vietnam. Attualmente il Ministro della difesa è il generale d'armata Phan Văn Giang.

## Organizzazione
Secondo la legge costituzionale della Repubblica Socialista del Vietnam promulgata nel 1992, il ministro della difesa è il responsabile supremo del comando dell'Esercito popolare e delle altre forze paramilitari. L'organizzazione del comando del ministero è composta da un Ufficio centrale, dallo stato maggiore generale  (Bộ Tổng tham mưu), dal Dipartimento politico generale dell'Esercito popolare (Tổng cục chính trị) e da altri dipartimenti generali.
Lo stato maggiore generale, attualmente guidato dal generale Ngô Xuân Lịch, è l'istituzione di comando e coordinamento tecnico delle forze armate; il suo comandante assume il ruolo di ministro facente funzione in assenza del ministro della difesa. Il Dipartimento politico generale, attualmente guidato dal generale Lương Cường, dirige le attività politiche, morali e dottrinarie delle forze armate, collegate con il Partito Comunista del Vietnam; il Dipartimento politico gestisce anche il sistema della corte marziale e della giustizia militare.
Gli altri Dipartimenti generali (Tổng cục) del Ministero sono il Dipartimento del genio (Tổng cục Kỹ thuật), il Dipartimento della logistica (Tổng cục Hậu cần), il Dipartimento dell'industria militare (Tổng cục Công nghiệp quốc phòng) e il Dipartimento dell'intelligence militare (Tổng cục Tình báo quốc phòng o Tổng cục 2). Sono direttamente sotto il controllo del Ministero della Difesa anche il Dipartimento di ricerca e recupero (Cục Cứu hộ, cứu nạn) e il Dipartimento delle relazioni estere (Cục Đối ngoại). La struttura di comando del ministero è coordinata dall'Ufficio centrale (Văn phòng Bộ) che svolge anche le funzioni di Ufficio del Comitato centrale del partito per gli affari militari (Quân ủy Trung ương).

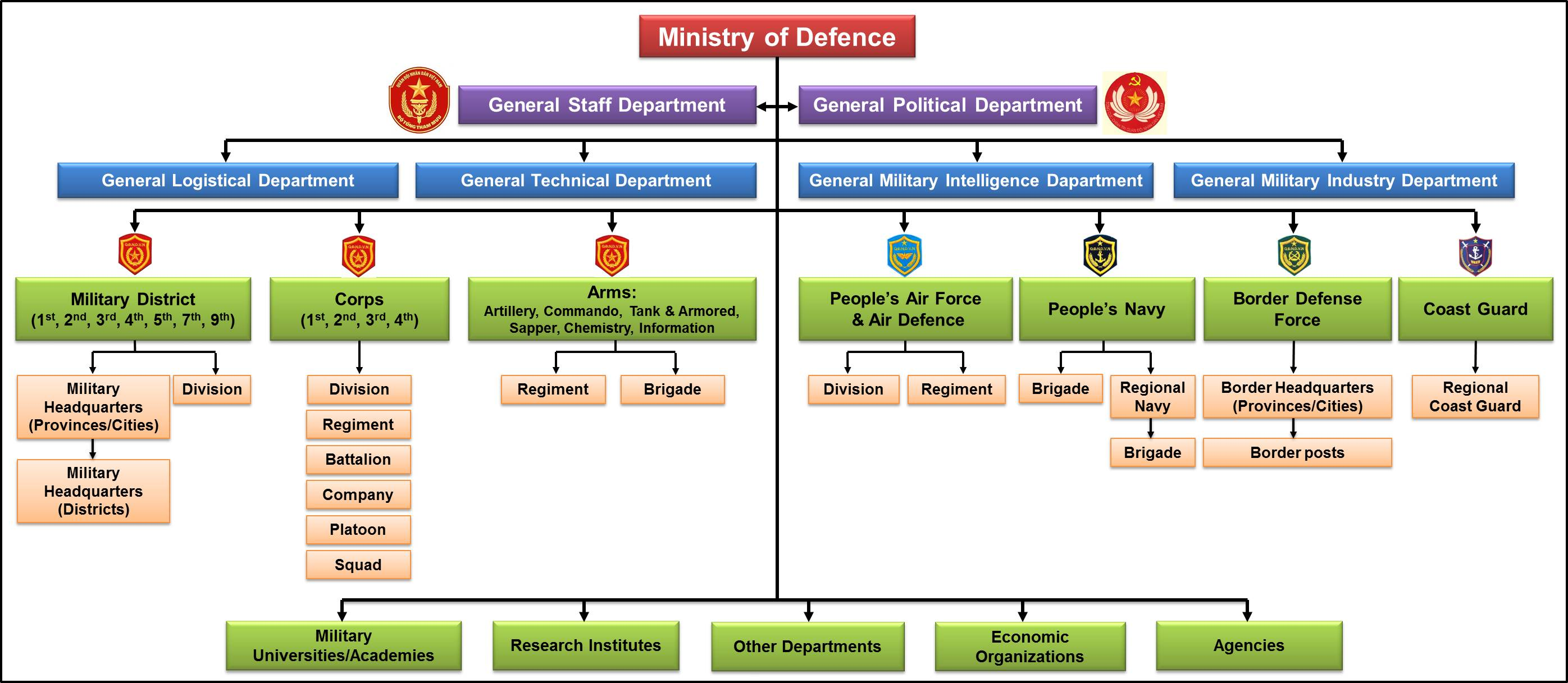
La struttura del Ministero della difesa del Vietnam

## Elenco cronologico dei ministri della difesa del Vietnam
| No.                                                                        | Nome (anno di nascita-morte)                                               | Foto                                                                       | Inizio mandato                                                             | Fine mandato                                                               | Primo ministro                                                             |                                                                            |
| Ministro della difesa della Repubblica Democratica del Vietnam (1945–1976) | Ministro della difesa della Repubblica Democratica del Vietnam (1945–1976) | Ministro della difesa della Repubblica Democratica del Vietnam (1945–1976) | Ministro della difesa della Repubblica Democratica del Vietnam (1945–1976) | Ministro della difesa della Repubblica Democratica del Vietnam (1945–1976) | Ministro della difesa della Repubblica Democratica del Vietnam (1945–1976) | Ministro della difesa della Repubblica Democratica del Vietnam (1945–1976) |
| -------------------------------------------------------------------------- | -------------------------------------------------------------------------- | -------------------------------------------------------------------------- | -------------------------------------------------------------------------- | -------------------------------------------------------------------------- | -------------------------------------------------------------------------- | -------------------------------------------------------------------------- |
| 1                                                                          | Chu Văn Tấn (1909–84)                                                      |                                                                            | 8 maggio 1945                                                              | marzo 1946                                                                 | Ho Chi Minh                                                                |                                                                            |
| 2                                                                          | Phan Anh (1912–1990)                                                       |                                                                            | marzo 1946                                                                 | 11 maggio 1946                                                             | Ho Chi Minh                                                                |                                                                            |
| 3                                                                          | Võ Nguyên Giáp (1911–2013)                                                 |                                                                            | 11 maggio 1946                                                             | 8 maggio 1947                                                              | Ho Chi Minh                                                                |                                                                            |
| 4                                                                          | Ta Quang Buu (1910–1986)                                                   |                                                                            | 8 maggio 1947                                                              | 8 maggio 1948                                                              | Ho Chi Minh                                                                |                                                                            |
| 5                                                                          | Võ Nguyên Giáp (1911–2013)                                                 |                                                                            | 8 maggio 1948                                                              | 2 luglio 1976                                                              | Ho Chi Minh                                                                |                                                                            |
| 5                                                                          | Võ Nguyên Giáp (1911–2013)                                                 | Phạm Văn Đồng                                                              | 8 maggio 1948                                                              | 2 luglio 1976                                                              |                                                                            |                                                                            |
| 5                                                                          | Võ Nguyên Giáp (1911–2013)                                                 |                                                                            | 8 maggio 1948                                                              | 2 luglio 1976                                                              |                                                                            |                                                                            |
| Ministro della difesa della Repubblica Socialista del Vietnam (1976–)      |                                                                            |                                                                            |                                                                            |                                                                            |                                                                            |                                                                            |
| 5                                                                          | Võ Nguyên Giáp (1911–2013)                                                 |                                                                            | 2 luglio 1976                                                              | febbraio 1980                                                              | Phạm Văn Đồng                                                              |                                                                            |
| 6                                                                          | Văn Tiến Dũng (1917–2002)                                                  |                                                                            | febbraio 1980                                                              | febbraio 1987                                                              | Phạm Văn Đồng                                                              |                                                                            |
| 6                                                                          | Văn Tiến Dũng (1917–2002)                                                  |                                                                            | febbraio 1980                                                              | febbraio 1987                                                              | Phạm Văn Đồng                                                              |                                                                            |
| 7                                                                          | Lê Đức Anh (1920)                                                          |                                                                            |                                                                            | febbraio 1987                                                              | agosto 1991                                                                | Phạm Văn Đồng                                                              |
| 7                                                                          | Lê Đức Anh (1920)                                                          | Phạm Hùng                                                                  |                                                                            | febbraio 1987                                                              | agosto 1991                                                                |                                                                            |
| 7                                                                          | Lê Đức Anh (1920)                                                          | Đỗ Mười                                                                    |                                                                            | febbraio 1987                                                              | agosto 1991                                                                |                                                                            |
| 8                                                                          | Đoàn Khuê (1923–1999)                                                      |                                                                            |                                                                            | agosto 1991                                                                | 29 dicembre 1997                                                           | Đỗ Mười                                                                    |
| 8                                                                          | Đoàn Khuê (1923–1999)                                                      | Võ Văn Kiệt                                                                |                                                                            | agosto 1991                                                                | 29 dicembre 1997                                                           |                                                                            |
| 8                                                                          | Đoàn Khuê (1923–1999)                                                      |                                                                            |                                                                            | agosto 1991                                                                | 29 dicembre 1997                                                           |                                                                            |
| 9                                                                          | Phạm Văn Trà (1935)                                                        |                                                                            | 29 dicembre 1997                                                           | 28 giugno 2006                                                             | Phan Văn Khải                                                              |                                                                            |
| 9                                                                          | Phạm Văn Trà (1935)                                                        |                                                                            | 29 dicembre 1997                                                           | 28 giugno 2006                                                             | Phan Văn Khải                                                              |                                                                            |
| 10                                                                         | Phùng Quang Thanh (1949)                                                   |                                                                            | 28 giugno 2006                                                             | 8 aprile 2016                                                              | Nguyễn Tấn Dũng                                                            |                                                                            |
| 10                                                                         | Phùng Quang Thanh (1949)                                                   |                                                                            | 28 giugno 2006                                                             | 8 aprile 2016                                                              | Nguyễn Tấn Dũng                                                            |                                                                            |
| 11                                                                         | Ngô Xuân Lịch (1954)                                                       |                                                                            | 9 aprile 2016                                                              | in carica                                                                  | Nguyễn Xuân Phúc                                                           |                                                                            |
| 11                                                                         | Ngô Xuân Lịch (1954)                                                       |                                                                            | 9 aprile 2016                                                              | in carica                                                                  | Nguyễn Xuân Phúc                                                           |                                                                            |
| 12                                                                         | Phan Văn Giang (1960)                                                      |                                                                            | 8 aprile 2021                                                              | in carica                                                                  | Phạm Minh Chính                                                            |                                                                            |
| 12                                                                         | Phan Văn Giang (1960)                                                      |                                                                            | 8 aprile 2021                                                              | in carica                                                                  | Phạm Minh Chính                                                            |                                                                            |